# Nanoq Media
Nanoq Media est une chaîne de télévision locale groenlandaise située à Nuuk, la capitale du Groenland.
Nanoq Media TV est la plus grande station de télévision locale au Groenland pouvant toucher plus de 4 000 ménages en tant que membres réceptionnaires. Cela correspond à environ 75 % de tous les ménages dans la capitale.
Le slogan de la chaîne est : La liberté de choisir.

## Histoire
L'ancien nom de Nanoq Media était Nuuk TV. Le nom a été changé en mai 2007 du fait que la chaîne est depuis cette date également disponible en dehors de la ville de Nuuk.

## Diffusion
La télévision numérique terrestre par abonnement est actuellement disponible dans la capitale Nuuk, mais aussi dans les municipalités de Qaqortoq, Ilulissat et Qasigiannguit.